# NGC 4855
NGC 4855 é uma galáxia elíptica (E-S0) localizada na direcção da constelação de Virgo. Possui uma declinação de -13° 13' 50" e uma ascensão recta de 12 horas, 59 minutos e 18,4 segundos.
A galáxia NGC 4855 foi descoberta em 19 de Abril de 1882 por Ernst Wilhelm Leberecht Tempel.